# Rinxent
 Rinxent  es una población y comuna francesa, situada en la región de Alta Francia, departamento de Paso de Calais, en el distrito de Boulogne-sur-Mer y cantón de Marquise.

## Demografía
| 3267 | 3340 | 3195 | 3094 | 2860 | 2797 |
| Para los censos de 1962 a 1999 la población legal corresponde a la población sin duplicidades (Fuente: INSEE [Consultar]) |      |      |      |      |      |